# Calophya andina
Calophya andina (лат.) — вид мелких полужесткокрылых насекомых рода Calophya из семейства Calophyidae.

## Распространение
Встречаются в Неотропике (Аргентина, Чили).

## Описание
Мелкие полужесткокрылые насекомые. Внешне похожи на цикадок, задние ноги прыгательные. Голова и тело тёмно-коричневые со светлыми отметинами. Сегменты антенны 1, 2, 9 и 10 почти чёрные, с третьего по восьмой охристые или светло-серо-коричневые. Ноги охристые, вершинный членик лапки коричневый. Передние крылья прозрачные, жилки от желтовато-коричневого до коричневого цвета. Молодые экземпляры с более выраженной жёлтой или зелёной окраской. Передние перепончатые крылья более плотные и крупные, чем задние; в состоянии покоя сложены крышевидно. Лапки имеют 2 сегмента. Антенны короткие, имеют 10 сегментов. Голова широкая как переднеспинка.
Взрослые особи и нимфы питаются, высасывая сок растений. В основном связаны с растениями рода шинус (Schinus) семейства анакардиевые. Вид был впервые описан в 2000 году швейцарским колеоптерологом Даниэлем Буркхардтом (Naturhistorisches Museum, Базель, Швейцария) и его коллегой Ив Бассетом (Smithsonian Tropical Research Institute, Панама).